# Bondigui (département)
Pour le village chef-lieu, voir Bondigui (Burkina Faso).
Bondigui est un département et une commune rurale du Burkina Faso située dans la province du Bougouriba et dans la région du Sud-Ouest.
En 2006, le recensement comptabilise 18 762 habitants.

## Villages
Le département comprend un village chef-lieu :
- Bondigui

et 14 autres villages :
- Bonfesso
- Darodiné
- Diarkadougou
- Intiédougou
- Kobogo
- Kpèdia
- Mougué
- Nabalé
- Nabéré
- Nahirindon
- Obro
- Sorindigui
- Wan
- Zanawa-Pougouli